# Satijnen spikkelspanner
De satijnen spikkelspanner (Deileptenia ribeata) is een nachtvlinder uit de familie van de spanners (Geometridae). 
De voorvleugellengte bedraagt tussen de 18 en 26 mm. De vlinder is vaak moeilijk op naam te brengen.

## Levenscyclus
De satijnen spikkelspanner gebruikt diverse bomen als waardplanten.  De rups is te vinden van augustus tot mei en overwintert. De soort vliegt vooral in juli. Er is jaarlijks een generatie. 

## Voorkomen
De soort komt verspreid van West- en Centraal-Europa tot Oost-Azië voor. In Nederland en België is de soort zeldzaam.